# 아카네 (배우)
아카네(일본어: 茜音, 1995년 5월 20일 ~ )는 일본의 탤런트이자 여배우로, 사이타마현 소코자와시 출신했다.